# Buona la prima! (prima edizione)
La prima edizione di Buona la prima! è stata trasmessa in prima visione in Italia da Italia 1 dal 17 aprile al 22 giugno 2007.
| #  | Titolo                   | Prima visione  | Ospite                            | Suggeritore      |
| -- | ------------------------ | -------------- | --------------------------------- | ---------------- |
| 1  | Colpi di sonno           | 17 aprile 2007 | Magda Gomes                       | Enrico Ruggeri   |
| 2  | Appuntamento al buio     | 17 aprile 2007 | Elio                              | Sandro Piccinini |
| 3  | Il caffè miracoloso      | 25 aprile 2007 | Fabrizio Frizzi                   | Ambra Angiolini  |
| 4  | Acqua calda              | 25 aprile 2007 | Mauro Bergamasco Mirco Bergamasco | Albertino        |
| 5  | Pomeriggio in piscina    | 1º maggio 2007 | -                                 | Sandro Piccinini |
| 6  | L'erede                  | 1º maggio 2007 | Alessandro Gassmann               | Lamberto Sposini |
| 7  | L'equivoco               | 8 maggio 2007  | Marco Materazzi Cristian Brocchi  | Ambra Angiolini  |
| 8  | Non c'è due senza trendy | 8 maggio 2007  | Elisabetta Canalis                | Lamberto Sposini |
| 9  | Il signore degli anelli  | 15 maggio 2007 | Yuri Chechi                       | Albertino        |
| 10 | L'equivoco               | 15 maggio 2007 | Massimo Oddo                      | Ambra Angiolini  |
| 11 | Chi lo fa l'aspetti      | 22 maggio 2007 | Danilo Gallinari                  | Enrico Ruggeri   |
| 12 | L'indagine               | 22 maggio 2007 | Valerio Mastandrea                | Lamberto Sposini |
| 13 | Ale a dieta              | 29 maggio 2007 | -                                 | Neri Marcorè     |
| 14 | Attrazione fatalissima   | 29 maggio 2007 | Sabrina Impacciatore              | Lamberto Sposini |
| 15 | Vacanze sulla neve       | 5 giugno 2007  | -                                 | Lamberto Sposini |
| 16 | Ti conosco mascherina    | 5 giugno 2007  | Alena Šeredová                    | Albertino        |
| 17 | Quiz show                | 12 giugno 2007 | Javier Zanetti                    | Ambra Angiolini  |
| 18 | La caviglia slogata      | 12 giugno 2007 | -                                 | Albertino        |
| 19 | L'idraulico              | 22 giugno 2007 | Angela Finocchiaro                | Nicola Savino    |
| 20 | Debucisondeteibol        | 22 giugno 2007 | -                                 | Lamberto Sposini |